# Ovintiv
Ovintiv Inc. — нефтегазодобывающая компания США. Штаб-квартира компании находится в Денвере, штат Колорадо, добыча ведётся в США и Канаде. В списке крупнейших компаний мира Forbes Global 2000 за 2022 год заняла 1104-е место (1168-е по размеру выручки, 788-е по чистой прибыли, 1964-е по активам и 1268-е по рыночной капитализации).

## История
В 1881 году для освоения западной части Канады была создана компания по строительству Канадской тихоокеанской железной дороги. Она получила права на добычу полезных ископаемых на обширных территориях провинций Альберта и Саскачеван. Уже в 1883 году компанией было обнаружено месторождение природного газа. В 1958 году была создана дочерняя компания Pacific Oil and Gas, после слияния в 1971 году с Central-Del Rio Oils она стала называться Pan Canadian Petroleum Limited.
В 2002 году Pan Canadian Petroleum была выделена в самостоятельную компанию, которая, слившись с Alberta Energy Corporation, образовала компанию EnCana, крупнейшую газодобывающую компанию Канады. В 2009 году активы, связанные с разработкой битуминозных песков, были отделены в компанию Cenovus Energy.
В 2019 году EnCana объявила о смене названия на Ovintiv, переносе регистрации из Канады в штат Делавэр, а штаб-квартиры — в Денвер (штат Колорадо). Окончательно это было оформлено в 2020 году.

## Деятельность
Доказанные запасы на конец 2021 года составляли 2,258 млрд баррелей н. э., из них 1,415 млрд баррелей — в США, 843 млн баррелей — в Канаде.
Основные подразделения по состоянию на 2021 год:
- США — добыча нефти и газа в США, основными регионами являются Пермский бассейн на западе Техаса и месторождение Анадарко в Оклахоме; средний уровень добычи составлял 140 тыс. баррелей нефти, 78 тыс. баррелей газового конденсата и 13,9 млн м³ природного газа в сутки.
- Канада — добыча газа в Канаде, основным месторождением является Монтни на границе провинций Британская Колумбия и Альберта, средний уровень добычи составлял 30,2 млн м³ газа и 56 тыс. баррелей газового конденсата в сутки.
- Маркетинг — продажа добытых нефти и газа.